# Kelurahan Klandasan Ilir
Kelurahan Klandasan Ilir är en administrativ by i Indonesien.   Den ligger i provinsen Kalimantan Timur, i den nordvästra delen av landet, 1 200 km öster om huvudstaden Jakarta.